# Vă țineți de glume, domnule Feynman! Aventurile unui personaj ciudat
Vă țineți de glume, domnule Feynman! Aventurile unui personaj ciudat este o culegere de anecdote cu caracter autobiografic, povestite de fizicianul Richard Feynman prietenului său Ralph Leighton de-a lungul a șapte ani, redactate după înregistrări pe bandă magnetică și publicate în 1985 în limba engleză sub titlul „Surely You're Joking, Mr. Feynman!”: Adventures of a Curious Character. Traducerea în limba română a fost publicată de editura Humanitas în anul 2013.
„Amintirile cuprinse în cartea de față dezvăluie cu fidelitate o bună parte din personalitatea sa – nevoia aproape irepresibilă de a rezolva probleme, năzdrăvănia provocatoare, intoleranța indignată față de falsitate și ipocrizie, talentul de a-l învinge pe cel care încearcă să i-o ia înainte. Scandaloasă, șocantă, dar în același timp caldă și foarte umană, cartea aceasta prilejuiește o lectură minunată.”
Episoadele narate, aproximativ 40 la număr, sunt grupate în cinci părți:
- Partea I: De la Rockaway la MIT
- Partea a II-a: Anii petrecuți la Princeton
- Partea a III-a: Feynman, bomba atomică și armata
- Partea a IV-a: De la Cornell la Caltech, cu un intermezzo brazilian
- Partea a V-a: Lumea unui fizician